# Витакерс (Северна Каролина)
Витакерс (енгл. Whitakers) град је у америчкој савезној држави Северна Каролина.

## Демографија
По попису из 2010. године број становника је 744, што је 55 (-6,9%) становника мање него 2000. године.
| Група             | 2000.       | 2010.       |
| Белци             | 324 (40,6%) | 189 (25,4%) |
| Афроамериканци    | 466 (58,3%) | 522 (70,2%) |
| Азијати           | 0 (0,0%)    | 4 (0,5%)    |
| Хиспаноамериканци | 7 (0,9%)    | 15 (2,0%)   |
| Укупно            | 799         | 744         |